# ランザ
ランザ (英: runza。bierock, krautburger, kraut pirok とも) とは、イースト入りのパン生地で具を包んでオーブンで焼いた食品の一種。中には牛肉、キャベツもしくはザワークラウト、タマネギ、調味料を入れる。形状は様々で、半月型、長方形、丸型、正方形、三角形などがある。ネブラスカ州のレストランチェーン「ランザ」が出しているランザは長方形だが、カンザス州で売られている類似の食品ビエロクは多くが丸型である。
ランザはネブラスカ州の名物であり、「コーンハスカー（カレッジフットボールの地元チーム）のフットボールと同じくらいネブラスカ的」と言われることもある。ワシントンD.C.やニューヨークのネブラスカ州人会が主催する「ネブラスカの食 (Taste of Nebraska)」の催しではランザが出される。全米50州の象徴的な食品を集めたフレーバード・ネーションというイベントのネブラスカ代表にも選ばれている。

## 歴史

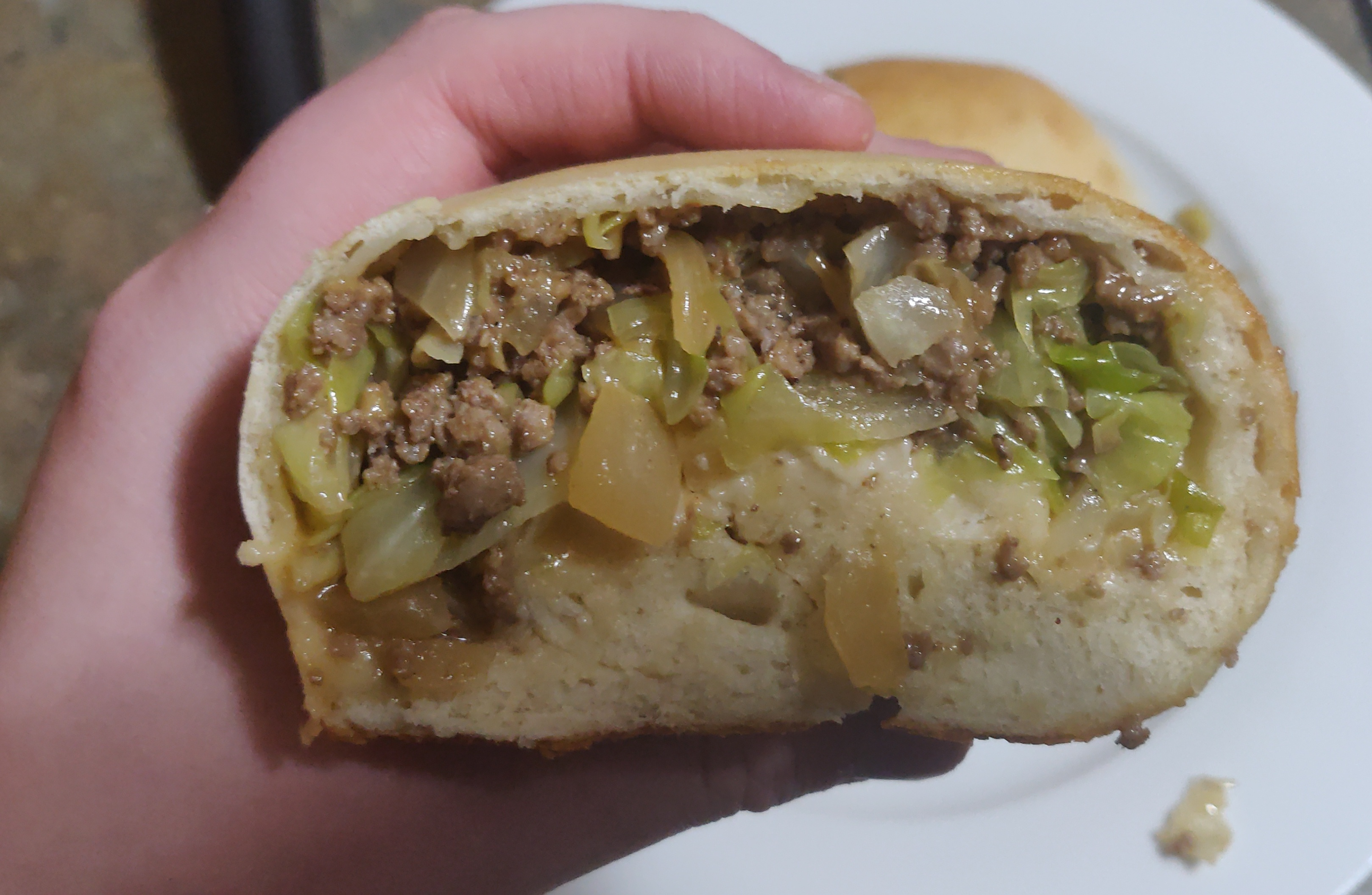
カンザス州で食べられているビエロク。

ランザの起源はロシアのオーブン料理であるピローク、正確にはその小型版のピロシキ（字義は「小さいピローク」）である。18世紀にエカチェリーナ2世の誘致によってロシアのヴォルガ川流域に入植したゲルマン民族（ヴォルガ・ドイツ人）はピロークやピロシキを元にしてビエロク (bierock) を作り出した。ビエロクの具は塩味でピロークと似ていたが、生地が種無しではなくイーストを用いる点で異なっていた。およそ100年の後、ヴォルガ・ドイツ人の政治的特権がはく奪され始めると、多くはアメリカに移民してグレートプレーンズ一帯にコミュニティを結成した。移民たちはビエロクのレシピを携えてきたが、その中にネブラスカ州サットン市近郊に入植したブレニング家がいた。サットン出身のサラ・エヴェレット（旧姓ブレニング）は家族に伝わるビエロクのレシピを元にしてランザを作り出し、「ランザ」の名を与えたとされている。エヴェレットは1949年に兄弟のアレックスと共にリンカーン市でランザを売るスタンドを開いた。

### 語源
サラ・エヴェレットが「ランザ」の名を考え出したことについては多くの証拠があるものの、この料理がもともと持っていた名前からの借用があったと見られる。元となったのはドイツ語でビエロクを呼ぶ古い別名 krautrunzか、もしくは低地ドイツ語で「お腹」を指す runsa（丸々としたパンの形をたとえたもの）だと考えられている。現代のアメリカでは「ランザ (runza)」はレストランチェーンのランザによって商標登録されている。

## ランザ（レストランチェーン）
ランザ（旧名ランザ・ドライブイン、ランザ・ハット）はこの料理を看板メニューとするファストフード店の名前でもある。現代的なランザを発明したサラ・エヴェレットが1949年に創業した店だが、1966年にサラの息子ドナルドSr.が店舗を拡大し始め、1979年にフランチャイズ展開した。2018年11月時点で店舗数は86を数える。ネブラスカ州に80店、アイオワ州に2店、カンザス州に2店、コロラド州に2店である。エヴェレット家が経営を続けており、2019年時点でサラの孫ドナルドJr.が社長を務めている。店名を冠したランザ・サンドイッチのほか、チリコンカーンやシナモンロール（こちらも中西部名物）、あるいはハンバーガー、フライドポテト、オニオンリングのような一般的なファストフードメニューも出している。
ランザは1989年にネブラスカ州外への進出を試みた。当時の経営陣はソビエト連邦のラトビア共和国への出店を企て、ソ連農業省との交渉過程で試食用の冷凍ランザ200個を送付するなどした。この計画はラトビアの独立宣言とそれに続く紛争によって水泡に帰した。米国内ではラスベガス・ストリップのファッションショー・モールやイリノイ州モリーンのショッピングモールにフードコート出店が実現したが、どちらの店舗も軌道に乗らず数年のうちに閉店した。

### プロモーション
ネブラスカ・コーンハスカーズ・フットボールチームの本拠地であるメモリアル・スタジアムに出店しており、試合の日には1万食以上を売り上げる。2010年から、冬季の火曜日に「テンペラチャー・チューズデイ」というプロモーションが行われている。ポテトとドリンクを買えばランザの代金がその日の午前6時の気温（華氏温度）とセント単位で同じ数になるというもので、気温がゼロ度以下なら無料である。
2017年、オマハ・ストームチェイサーズ（メジャー球団カンザスシティ・ロイヤルズ傘下のAAA級チーム）はクロスプロモーション・イベントとして球団名を「オマハ・ランザズ」に改名した。イベント用の新コスチュームにはランザのイラストレーションが描かれ、ランザチェーンの緑と黄色のロゴが描かれていた。
1991年から2004年にかけて、リンカーン市の中心部を外れたところにロックンロール・ランザという1950年代テーマの店舗があった。レトロ雑貨やヴィンテージカー、ローラースケートで注文を取るカーホップが売り物とされていた。